# David Henry Porter
David Henry Porter (1800-1828) fue un marino al servicio de México de origen estadounidense, sobrino de David Porter, muerto en la batalla librada entre el bergantín "Guerrero" contra la fragata "Lealtad" de la Armada Española (siendo comandante Melitón Pérez del Camino), más conocida como el Combate de Mariel entre el 10 y 11 de febrero de 1828.

## Juventud
Era hijo de Anne Porter, hermana del comodoro David Porter y casada con su primo Alexander Porter. Sirvió en la Armada de los Estados Unidos durante 12 años. En Nueva York se le otorgó el mando del bergantín "Guerrero", que en ese entonces había sido recién construido en los astilleros Henry Eckford para la Armada de México, y con el cual se le dieron órdenes de llevar el buque de Estados Unidos al Puerto de Veracruz.

## Combate de Mariel
David Henry Porter toma el mando del buque La Esmeralda, con el que efectúa afortunados ataques a las costas de Cuba, hostiliza a la flota española, tomando presas y dispersando convoyes, hasta el 11 de febrero en el que tuvo lugar el combate entre el "Guerrero" y la fragata "Lealtad". El combate tuvo una duración que fue de alrededor de dos horas, Porter es muerto por una "Bala rasa" de cañón, cuando ya el consejo de oficiales del barco conformado por Carlos E. Hawkins y Alejandro Thompson, además de los dos hijos de David Porter, David Dixon Porter y Thomasse Porter, habían tomado la determinación de rendirse ante las fuerzas españolas por haberse agotado el parque mexicano. Murió ese mismo día en 1828.
Las autoridades españolas enviaron su cuerpo a Veracruz, donde sería sepultado. El gobierno mexicano decretó duelo nacional y otorgó una pensión a su viuda, que residía en México. Todo el personal de la Armada de México portó un listón de luto en la manga izquierda por treinta días.